# 埃文斯顿 (伊利诺伊州)
埃文斯顿（英語：Evanston）是美国伊利诺伊州库克郡的一个城市，南部紧邻芝加哥市，西部接Skokie，北面为Wilmette，东面是密西根湖。该市总面积约20.3平方公里，2003年人口约为74360人。西北大学的主校区位于该市。